# Hubert Ferdinand Kufferath

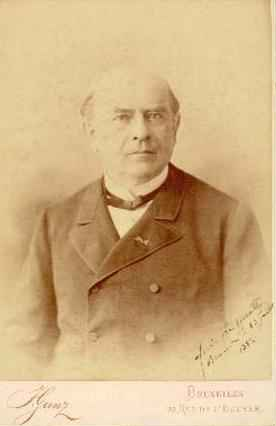
Hubert Ferdinand Kufferath

Hubert Ferdinand Kufferath (* 10. Juni 1818 in Mülheim an der Ruhr; † 23. Juni 1896 in Brüssel) war ein deutscher Komponist.

## Leben
Kufferath wurde als jüngstes Kind des Uhrmachers Carl Kufferath und seiner Frau Catharina geb. Horst in Mülheim an der Ruhr geboren. Da er und sechs seiner Brüder über ein ungewöhnliches musikalisches Talent verfügten, wurden sie von Zeitgenossen auch als das musikalische Siebengestirn bezeichnet. Der junge Hubert Ferdinand wurde von seinen älteren Geschwistern Louis und Johann Hermann unterrichtet. Anschließend studierte er zunächst in Dessau bei Friedrich Schneider, anschließend in Leipzig bei Ferdinand David und ab 1839 bei Felix Mendelssohn Bartholdy. Von 1841 bis 1844 dirigierte er den Männergesangsverein in Köln. 1844 ließ er sich als Klavier- und Kompositionslehrer in Brüssel nieder, wo er 1872 als Professor für Kontrapunkt und Fuge an das Königliche Konservatorium berufen wurde.
Kufferath komponierte Instrumental- und Vokalwerke. Am bekanntesten wurde aber seine „Praktische Choral-Schule“ (1876), die vor allem bei Musikstudenten in Belgien und Frankreich zu einem verbreiteten Standardwerk wurde.

## Familie
Kufferath war mit der aus Köln stammenden Christine Dumont (1819–1905) verheiratet. Ihr Sohn Maurice (1852–1919) studierte zunächst Jura und war dann als Musikschriftsteller und Cellist tätig. Ihre Tochter Antonia (1857–1939) studierte Gesang und war in den 1880er Jahren eine gefragte Sopranistin.

## Noten
- Noten und Audiodateien von Hubert Ferdinand Kufferath im International Music Score Library Project

## Weitere Quellen
- Duisburger Generalanzeiger vom 3. Januar 1926
- Stadtarchiv Mülheim an der Ruhr, Bestand 1550

| Personendaten    | Personendaten               |
| ---------------- | --------------------------- |
| NAME             | Kufferath, Hubert Ferdinand |
| KURZBESCHREIBUNG | deutscher Komponist         |
| GEBURTSDATUM     | 10. Juni 1818               |
| GEBURTSORT       | Mülheim an der Ruhr         |
| STERBEDATUM      | 23. Juni 1896               |
| STERBEORT        | Brüssel                     |